# 罗里·加拉格尔
威廉·罗里·加拉格尔（William Rory Gallagher，1948年3月2日—1995年6月14日），是一位爱尔兰布鲁斯摇滚音乐人。他出生在爱尔兰多尼戈尔郡的巴利香农，成长于科克。加拉格尔于60年代末组建乐队Taste，乐队解散后，其个人事业更为成功，在二十年间推出了十余张个人专辑。他的唱片在全球的销量多达三千万张。
加拉格尔于1995年接受了肾脏移植手术，并在同年死于术后的并发症，享年47岁。